# معاونت حمل و نقل و ترافیک شهرداری تهران
معاونت حمل و نقل و ترافیک یکی از معاونت‌های زیرمجموعه شهرداری تهران است. این نهاد مدیریت شهری، مسئولیت سیاست‌گذاری و کنترل عملکرد حمل و نقل و ترافیک پایتخت ایران را به عهده دارد. متناظر با معاونت یاد شده، ذیل ساختار اداری و چارت سازمانی شهرداری مناطق بیست و دوگانه تهران، این معاونت ایجاد شده‌است و به منظور هماهنگی حداکثری با معاونت حمل و نقل و ترافیک در تعامل هستند. سابقه شکل‌گیری این نهاد مدیریت شهری به دهه پنجاه خورشیدی بازمی‌گردد. این معاونت برای پیشبرد اهداف و ماموریت‌های محوله دارای سه اداره‌ کل «برنامه‌ریزی و توسعه شهری»، «مهندسی و ایمنی ترافیک»، «حمل و نقل عمومی» و نه (۹) شرکت به‌نام‌های شرکت شرکت راه‌آهن شهری تهران و حومه (مترو)، شرکت بهره‌برداری راه‌آهن شهری تهران و حومه (مترو)، شرکت واحد اتوبوسرانی تهران و حومه، شرکت واگن‌سازی تهران، شرکت توسعه مجتمع‌های ایستگاهی متروی تهران و حومه، شرکت کنترل ترافیک تهران، شرکت کنترل کیفیت هوا، ستاد مرکزی معاینه فنی خودروهای تهران، مؤسسه رایانه شهر تهران و (۳) سازمان به‌نام‌های سازمان حمل و نقل و ترافیک شهرداری تهران، سازمان مدیریت حمل و نقل بار و پایانه‌های مسافری شهر تهران،و سازمان مدیریت و نظارت بر تاکسیرانی شهر تهران است. مستند به گزارش پورتال شهرداری تا سال ۱۴۰۱ بالغ بر ۱۱۲ ایستگاه مترو، ۵۱۱۵ خطوط اتوبوس تندرو (BRT)، ۲۲۸ ایستگاه دوچرخه و ۶۱۷ ایستگاه تاکسی در کلان‌شهر تهران فعال است.

## معرفی
مستند به گزارش‌های موجود، با بسط و گسترش شهرنشینی در تهران و افزایش شمار خودروها و معابر پایتخت ایران، ضرورت ایجاد نهادی برای مدیریت حمل و نقل شهری و نیز ترافیک ایجاد شد. مروری بر تاریخچه این نهاد و معرفی و شرح وظایف و ماموریت‌های آن در این بخش ارائه می‌شود.

### تاریخچه
در این بخش علاوه بر توضیح اجمالی از سابقه این نهاد، فهرستی از معاونت حمل و نقل و ترافیک از بدو تأسیس تا ۱۴۰۱ ارائه می‌شود.
تطور و تکوین
نهاد «دفتر فنی ترافیک» نام نخستین نهاد مدیریت حمل و نقل و ترافیک در تهران است؛ این نهاد مستند به مصوبه انجمن شهر در مورخ هیجدهم دی‌ماه ۱۳۵۳ خورشیدی با ارتقاء جایگاه اداری با نام «سازمان حمل و نقل و ترافیک تهران» ماموریت‌های حوزه ترافیکی و حمل و نقل را ادامه می‌دهد. مستند به گزارش‌های در دسترس منوچهر احتشامی از مدیران این نهاد مدیریت شهری در فاصله سال‌های ۱۳۵۵ تا ۱۳۵۶ بوده‌است. همچنین از مهدی رضوی در فاصله سال‌های ۱۳۵۲ تا ۱۳۵۳ به عنوان نخستین رئیس دفتر فنی ترافیک و نهاد مدیریت ترافیکی شهر تهران یاد می‌شود.
مدیران
طی مدت نیم قرن از تاسیست نهاد مدیریت ترافیک و حمل و نقل در ساختار مدیریت کلان‌شهر تهران چندین فرد مدیریت این نهاد را به شرح زیر به عهده داشتند.
| نام                                                  | مدت مسئولیت                                                                       | شهردار                                           | منابع                     |
| ---------------------------------------------------- | --------------------------------------------------------------------------------- | ------------------------------------------------ | ------------------------- |
| محسن هرمزی جلال بهرامی مجتبی شفیعی بهمنمیری          | ۷ شهریور ۱۴۰۲ تاکنون ۴ مهر ۱۴۰۱ تا ۷ شهریور ۱۴۰۲ ۱۰ مهر ۱۴۰۰ تا ۴ مهر ۱۴۰۱        | علیرضا زاکانی                                    | [ ۲ ]                     |
| سید مناف هاشمی                                       | ۳۱ فرودین ۱۳۹۹ تا ۱۰ مهر ۱۴۰۰                                                     | پیروز حناچی                                      | [ ۲ ] [ ۹ ]               |
| حجت یوسفی محسن پورسیدآقایی                           | ۲۳ آذر ۱۳۹۸ تا ۳۱ فروردین ۱۳۹۹ ۱۴ شهریور ۱۳۹۶ تا ۲۳ آذر ۱۳۹۸                      | پیروز حناچی محمدعلی نجفی و پیروز حناچی           | [ ۲ ] [ ۱۰ ] [ ۲ ] [ ۱۱ ] |
| مازیار حسینی سید جعفر تشکری هاشمی مهرداد تقی‌زاده     | ۱۴ تیر ۱۳۹۵ تا ۱۴ شهریور ۱۳۹۶ ۴ تیر ۱۳۸۵ تا ۱۴ تیر ۱۳۹۵ ۲۷ مهر ۱۳۸۴ تا ۴ تیر ۱۳۸۵ | محمدباقر قالیباف                                 | [ ۲ ] [ ۱۲ ] [ ۲ ] [ ۱۳ ] |
| حمید بهبهانی علیرضا غفاری                            | ۲۴ خرداد ۱۳۸۲ تا ۲۷ مهر ۱۳۸۴ ۱۸ آذر ۱۳۸۱ تا ۲۴ خرداد ۱۳۸۲                         | محمود احمدی‌نژاد محمدحسین مقیمی و محمود احمدی‌نژاد | [ ۲ ] [ ۱۴ ]              |
| محمدمهدی خرسندی‌نیا                                   | ۱۸ اسفند ۱۳۸۰ تا ۱۸ آذر ۱۳۸۱                                                      | محمدحسن ملک‌مدنی                                  | [ ۲ ]                     |
| محمدعلی ترفع محسن واهب                               | ۱۸ مرداد ۱۳۸۰ تا ۱۸ اسفند ۱۳۸۰ ۱۳۷۹ تا ۱۳۸۰                                       | مرتضی الویری                                     | [ ۲ ]                     |
| محسن اکبرزاده حمید سیادت موسوی                       | ۱۳۷۷ تا ۱۳۷۹ ۱۳۶۸–۱۳۷۷                                                            | غلامحسین کرباسچی و مرتضی الویری غلامحسین کرباسچی | [ ۲ ] [ ۱۵ ]              |
| غلامرضا جهانشاه لو                                   | ۱۳۶۲–۱۳۶۸                                                                         | محمدنبی حبیبی                                    | [ ۲ ]                     |
| مهدی ریاضی کرمانی                                    | ۱۳۵۶–۱۳۶۲                                                                         | غلامرضا نیک‌پی و سیدجواد شهرستانی و محمد توسلی    | [ ۲ ]                     |
| مهدی رضوی اسدالله خدابنده حسن اسکندری منوچهر احتشامی | ۱۳۵۲–۱۳۵۳ بهمن ۱۳۵۳ تا دی ۱۳۵۴ ۱۳۵۴–۱۳۵۵ ۱۳۵۵–۱۳۵۶                                | غلامرضا نیک‌پی                                    | [ ۸ ]                     |

### وظایف
معاونت حمل و نقل و ترافیک همان‌طور که از عنوانش بر می‌آید؛ به‌طور ویژه به مسئله حمل و نقل و موضوع‌های مرتبط با آن می‌پردازد. ضرورت‌های ناشی از توسعه شهری و افزایش مهاجرت به تهران، ازدیاد معابر و خودروها و نیاز به شبکه حمل و نقل عمومی از جمله متغیرهای مهم در ایجاد نهاد متولی حمل و نقل در تهران بود؛ از سویی تدوین سندهای چشم‌انداز و نیز اسناد بالادستی نظیر مصوبا انجمن شهر، یا شورای اسلامی و مجلس شورای اسلامی و نظاری این مجموعاً دست به دست هم داد تا مجموعه‌ای از وظایف و ماموریت‌ها برای این نهاد مدیریت شهری تعریف شود. یکی از این اسناد سند «طرح جامع حمل و نقل تهران» است. از این سند به عنوان مهمترین سند در تحقق ماموریت‌های حمل و نقل شهری یاد می‌شود که مستند به گزارش‌ها در دسترس مطالعات آغازین آن در دهه پنجاه خورشیدی از سوی یک شرکت فرانسوی آغاز شد. این سند طی نیم قرن گذشته بنا به ضرورت‌های توسعه شهری مورد بازنگری قرار گرفته‌است. در اینجا فهرستی از مهمترین ماموریت‌ها و وظایف این نهاد برشمرده می‌شود.
- سیاست‌گذاری، مدیریت، ساماندهی و نظارت بر تمامی فعالیت‌های حوزه حمل و نقل بار و کالا
- سیاست‌گذاری، برنامه‌ریزی، کنترل، نظارت و اجرای امور مرتبط با حمل و نقل و ترافیک
- سیاست‌گذاری و تدوین راهبردهای توسعه شهر بر مبنای حمل و نقل همگانی
- مدیریت، برنامه‌ریزی و اجرای پروژه‌های عمرانی حمل و نقل و ترافیک
- مدیریت و ساماندهی فضاهای پارک حاشیه‌ای و غیرحاشیه‌ای اعم از پارکینگ‌های عمومی هم‌سطح، طبقاتی و…
- تدوین، نظارت بر اجرا و پایش طرح جامع حمل و نقل و ترافیک و انجام بازنگری‌های دوره‌ای
- انجام مطالعات موضوعی و موضعی و تدوین طرح‌ها و برنامه‌های ساماندهی حمل و نقل و ترافیک
- بررسی و تأیید طرح‌های تفصیلی حمل و نقل و ترافیک مناطق
- توسعه کمی و کیفی سیستم‌های حمل و نقل عمومی
- ارائه کمک‌های فنی، اعتباری و تسهیلاتی در جهت بازسازی و نوسازی ناوگان حمل و نقل همگانی، نیمه همگانی و پاک
- تدوین و اجرای راهبردهای کلان و عملیاتی حمل و نقل پاک، پیاده‌محور.
- پایش و کاهش آلودگی‌های زیست‌محیطی از جمله آلاینده‌های هوا و صدا
- ایجاد و توسعه معابر هم سطح، روگذر یا زیرگذر.
- اجرای طرح‌های اصلاح هندسی معابر و رفع نقاط حادثه‌خیز، گره‌های ترافیکی و …
- مدیریت بهره‌برداری از معابر، نصب و نگهداری علائم و تجهیزات ترافیکی اعم از هوشمند و غیرهوشمند
- برنامه‌ریزی و توسعه زیرساخت‌های مجهزسازی معابر شهری
- مدیریت و اجرای طرح‌ها و اعمال محدودیت‌های تردد خودروها در محدوده‌های زمانی و مکانی مشخص

## اداره‌های کل
معاونت حمل و نقل و ترافیک شهرداری تهران دارای سه اداره کل به نام‌های «برنامه‌ریزی و سرمایه انسانی»، «مهندسی و ایمنی ترافیک» و «حمل و نقل عمومی» است. همچنین بخشی دفتر حوزه معاونت به عنوان بازوی اجرایی معاون شهردار، بر مسائل اداری، سرمایه‌گذاری، حقوقی و املاک نظارت دارد.
اداره کل مهندسی و ایمنی ترافیک مسئولیت شناسایی نقاط حادثه‌خیز معابر شهری و ایمن‌سازی آن‌ها را بر عهده دارد. نظارت و ایمنی، هم‌آهنگی مناطق و مهندسی ترافیک از واحدهای تابعه این اداره کل و همچنین موضوع مأموریت آن است.
اداره کل حمل و نقل عمومی، سکان‌دار سیاستگذاری هماهنگی حمل و نقل عمومی در پایتخت است. مستند به گزارش سایت شهرداری تا سال ۱۴۰۱ بالغ بر ۱۱۲ ایستگاه مترو، ۵۱۱۵ خطوط اتوبوس تندرو (BRT)، ۲۲۸ ایستگاه دوچرخه، ۶۱۷ ایستگاه تاکسی در کلان‌شهر تهران فعال است.
این اداره کل از دو معاونت کلان، سیاست‌گذاری و هماهنگی و همچنین امور زیر ساخت و بهره‌برداری تشکیل شده‌است. شبکه و ناوگان حمل و نقل عمومی در تهران دربرگیرنده، مترو، اتوبوس، تاکسی، فرودگاه است.

## سازمان‌ها
حمل و نقل و ترافیک، پایانه‌ها و پارک سوارها، مدیریت و نظارت بر تاکسی‌رانی سازمان‌های سه‌گانه معاونت حمل و نقل و ترافیک شهرداری تهران است.

### حمل و نقل و ترافیک
چنانچه پیش‌تر گفته شد این نهاد مسئولیت حمل و نقل و ترافیک شهر تهران را بر عهده دارد. سازمان یاد شده نهادی خدماتی است این سازمان از پنج معاونت «مطالعات حمل و نقل و ترافیک»، «بهره‌برداری از سیستم‌های حمل و نقل و محدوده‌های ترافیکی»، «فنی و مهندسی»، «توسعه حمل و نقل پاک و آموزش»، «برنامه‌ریزی و هماهنگی» و «مالی و پشتیبانی» تشکیل شده‌است. برخی دیگر از واحدهای تابعه این سازمان به شرح زیر است.
- مطالعات مهندسی حمل و نقل
- مطالعات مهندسی ترافیک و طرح‌های ویژه
- مطالعات ساماندهی مناطق
- تدوین و ضوابط و دستورالعمل‌ها
- ساماندهی محدوده‌ها و طرح‌های ترافیکی
- نظارت بر فعالیت شرکت‌های هوشمند مسافر
- بهره‌برداری از جایگاه‌های سوخت CNG و کوچک مقیاس
- بهره‌برداری از فضاهای پارک حاشیه‌ای
- بهره‌برداری از پارکینگ‌ها
- ساماندهی و ارتقاء ایمنی
- علائم افقی و عمودی ترافیکی
- ایجاد و توسعه ابنیه و زیرساخت‌های ترافیکی
- سیستم‌های هوشمند و مکانیزه ترافیکی
- طرح‌های هندسی و آرام‌سازی معابر
- توسعه سیستم‌های موتوری پاک
- مشارکت‌های مردمی و اصلاح رفتار ترافیکی
- آموزش و ارتقاء فرهنگ ترافیک
- فناوری اطلاعات
- تجزیه و تحلیل اطلاعات جغرافیایی

علاوه بر نهادها و واحدهای تابعه یاد شده؛ مسئولیت شورای حمل و نقل و ترافیک نیز به عهده رئیس سازمان حمل و نقل و ترافیک است. مدیرعامل سازمان حمل و نقل و ترافیک به عنوان دبیر این شورا تعیین و دبیرخانه شورای حمل و نقل و ترافیک شهر تهران در این سازمان فعالیت می‌کند. شورای یاد شده چهار کمیته تخصصی «آموزش و نظارت بر مقررات»، «ایمنی و برخورد با تخلفات»، «شبکه معابر» و «حمل و نقل عمومی» دارد. در این شورا نهادهای متولی حمل و نقل اعم از شهرداری، نیروی انتظامی و نظایر آن حضور دارند. همچنین حوزه‌های خدمات سازمان یاد شده به این شرح است.
- حمل و نقل پاک از ماموریت‌ها و مسئولیت‌ها و خدمات این نهاد است که در سه بخش سازمانی، سخت‌افزار و نرم‌افزار برای تحقق حمل و نقل پاک فعالیت می‌شود. عمده ایده تحقق حمل و نقل پاک فراهم آوردن زیرساخت‌های حمل و نقل، فرهنگی و اجتماعی برای بسط و گسترش استفاده شهروندان از دوچرخه برای تردد در شهر است.[۲۳] در بخش سازمانی توجه «تدوین برنامه سیاست‌گذاری و توسعه دوچرخه‌سواری و پیاده‌روی نظارت بر اجرای آن»، «جلب همکار معاونت‌های حمل و نقل و ترافیک مناطق بیست‌دوگانه برای ترویج حمل‌ونقل پاک» در اولویت قرار دارد.[۲۳]همچنین در بخش سخت‌افزاری نیز اهتمام به «راه‌اندازی، بهره‌برداری و ارزیابی سیستم دوچرخه اشتراکی در محدوده مرکزی تهران»، «توسعه مسیرهای دوچرخه‌سواری در اماکن خاص نظیر دانشگاه‌ها، بوستان‌ها و سایر اماکن پرتردد»، «راه‌اندازی خانه‌های دوچرخه موجود در تهران» و… مورد توجه قرار گرفته‌است و در نهایت نیز بهره‌گیری از امکان‌های فناوری برای تحقق حداکثری حمل و نقل پاک در دستور کار قرار دارد. به این منظور نیز هم‌اکنون شماری دوچرخه‌های اشتراکی در برخی از مناطق شهر تهران در دسترس شهروندان قرار دارد. تلاش برای «ارتباط مؤثر با سازمان‌های مردم‌نهاد و استفاده از پتانسیل آن‌ها»، «آموزش و ترویج دوچرخه‌سواری دانش‌آموزان، دانشجویان و کارمندان» و … از راهبردهای فعالیت بخش نرم‌افزاری تحقق حمل و نقل پاک است.
- ساماندهی بار و کالا یکی دیگر از حوزه‌های خدمت، این سازمان به رانندگان و مالکان ناوگان باربری تهران است. این خدمات در سایتی به نام «بارانه» خدماتش را ارائه می‌کند.[۲۴]
- پارک حاشیه‌ای و پارکینگ‌ها نیز از دیگر حوزه خدمات این نهاد است؛[۲۵]
- ساماندهی محدوده‌های ترافیکی یکی دیگر از حوزه فعالیت‌ها و خدمات این بخش است که در افواه از آن به عنوان «طرح ترافیک» یاد می‌کنند. سابقه طرح ترافیک در تهران به اواخر دهه پنجاه بازمی‌گردد.[۲۶] تاکنون بارها دست‌خوش تغییر و تحول شده‌است.[۱]

### مدیریت و نظارت بر تاکسیرانی
سازمان مدیریت و نظارت بر تاکسیرانی شهر تهران، هم از سازمان‌های زیر مجموعه نهاد مدیریت شهری در پایتخت ایران است. مستند به برخی گزارش‌ها پیشینه پیدایش تاکسی در کلانشهر تهران به اواخر دوره قاجار بازمی‌گردد.
پیشینه
گزارش‌های موثق و مستندی از وجود تشکیلات تاکسیرانی در تهران اواخر قاجار و پهلوی خبر نمی‌دهد. مستند به برخی از گزارش‌ها، متقاضیان تاکسیرانی در تهران دوره پهلوی می‌بایست برای این فعالیت از نهاد مدیریت شهری و شهرداری وقت مجوز می‌گرفتند. هرچند به‌طور مشخص و مستند به گزارش‌های مستند نهاد متولی تاکسیرانی در تهران به سال‌های بعد انقلاب بازمی‌گردد. اما سابقه تأسیس واحد یا شرکت تاکسیرانی در تهران به اواخر دوره قاجار بازمی‌گردد. مستند به روایت عذرا دژم در کتاب «اولین زنان» از اشرف الملوک ملقب به فخرالدوله دختر مظفرالدین شاه قاجار به عنوان بنیان‌گذار نخستین شرکت یا تأسیسات تاکسیرانی در تهران یاد شده‌است. روایت‌هایی دیگر این اقدام را به فرزند او علی امینی نسبت می‌دهند. در هر حال سازمانی که متولی نظارت و مدیریت بر فعالیت تاکسی‌ها در تهران است؛ از سال ۱۳۵۹ مستند به مصوبه شورای انقلاب فعالیتش را به‌طور رسمی آغاز کرد. شورای انقلاب مورخ ۲۸ خرداد ۱۳۵۹ «ماده‌واحده قانون راجع به تمرکز امور مربوط به تاکسیرانی شهر تهران» را تصویب کرد. در نهایت اواخر دهه هشتاد انحصار تمرکز فعالیت تاکسیرانی برطرف و امکان فعالیت شرکت‌های خصوصی تاکسیرانی نیز فراهم شد. عباس کریمی به عنوان نخستین رئیس سازمان یاد شده فعالیتش را آغاز کرد. این سازمان در دهه هفتاد خورشیدی با تصویب هیئت وزیران وقت دارای یک آیین‌نامه اجرایی شد؛ مستند به آن شهرهای بالای دویست هزار نفر می‌توانستند سازمانی به این نام داشته باشند. مستند به پرتای سازمانی این نهاد تا سال ۱۴۰۱، قریب ۱۰۰ هزار تاکسیران و حدود ۸۰ هزار تاکسی در تهران مشغول به فعالیت است؛ ۲۲درصد از سفرهای حمل و نقل درون‌شهری را ناوگان تاکسیرانی تهران به عهده دارد.
ماموریت‌ها
همان‌طور که از نام این نهاد هم بر می‌آید مدیریت و نظارت بر تاکسیرانی در تهران را بر عهده دارد از آن جمله می‌توان اشاره کرد به «صدور پروانه کار با تاکسی»، «پیشنهاد نرخ کرایه به شورای اسلامی شهر»، «نظارت بر اجرای کرایه‌های مصوب»، «رسیدگی به امور رانندگان» و …

### پایانه‌ها و پارک سوارها
تهران علاوه بر چهار پایانه بزرگ بین‌شهری شماری متعددی نیز پارک‌سوار درون‌شهری دارد. ضرورت نظارت و مدیریت و رسیدگی بر فعالیت مراکز و پایانه‌های یاد شده مسئولان وقت شورای انقلاب را به صرافت تأسیس نهادی به این منظور انداخت. این نهاد به پایانه‌های زیر نظارت و مدیریت دارد.
- پایانه جنوب تهران در فاصله سال‌های ۱۳۵۳ تا ۱۳۵۹ احداث شد. این پایانه نخستین، ترمینال بین‌شهری تهران است. برای دسترسی به ترمینال جنوب وسایل حمل نقل عمومی اعم از بی آر تی و مترو در دسترس است. قریب بیست شرکت مسافربری در آن مشغول ارائه خدمات هستند و روزانه بیش از ده‌ها سفر، در این پایانه انجام می‌شود. مقاصد سفر اتوبوس‌های این پایانه عمدتاً شهرهای مرکزی و جنوبی کشور است. این پایانه به تمام استان‌های کشور سرویس دارد؛ به جز پنج استان مازندران، گیلان، کردستان، کرمانشاه و آذربایجان غربی.[۳۵]
- پایانه غرب تهران نیمه دوم سال ۱۳۷۵ به مساحت ۵۰ هکتار مساحت افتتاح شد. این ترمینال در دو طبقه احداث شده‌است که در طبقه همکف آن دفاتر فروش بلیت شرکت‌های مسافربری و غرفه‌های تجاری- خدماتی مستقر هستند و طبقه فوقانی نیز به دفتر مدیریت پایانه و دفاتر اداری شرکت‌های مسافربری اختصاص داده شده‌است. پایانه غرب به دلیل استقرار در محدوده بزرگراه محمدعلی جناح،  فضل‌اله نوری، برادران شهید رحمانی و جاده مخصوص کرج، تردد اتوبوس‌ها را تسهیل کرده‌است. اتوبوس‌های این پایانه عمدتاً به مقاصد شهرهای شمالی و غربی و شمال غرب کشور حرکت می‌کنند.[۳۶]
- پایانه شرق تهران سال ۱۳۶۰ با مساحت ۵٫۳ هکتار در کلان‌شهر تهران به منظور جابه‌جایی مسافران افتتاح گردید و لقب دومین را بعد از ترمینال جنوب در تهران از آن خود کرد. این ترمینال بیشتر برای استان‌های شمال شرقی کشور خدمات ارائه می‌دهد. در ترمینال شرق با استقرار ۹ شرکت مسافربری اتوبوسرانی، ۳ شرکت مسافربری مینی‌بوس‌رانی و ۶ شرکت مسافربری سواری‌رانی، نسبت به جابه‌جایی مسافران اقدام می‌شود. در این پایانه، سرویس‌های مسافربری به مقاصد ۳۳ شهر انجام می‌شود.[۳۳]
- پایانه بیهقی سال ۱۳۷۰ با مساحتی در حدود ۱۳/۵ هکتار و ظرفیت ۲۰۰۰ اتومبیل در شرق میدان آرژانتین مورد بهره‌برداری قرار گرفت.[۳۷]

## شرکت‌ها
راه‌آهن شهری تهران حومه (مترو)، توسعه مجتمع‌های ایستگاهی مترو، واگن‌سازی همچنین اتوبوسرانی تهران و حومه، کنترل ترافیک، کنترل کیفیت هوا از شرکت‌های وابسته به معاونت حمل و نقل و ترافیک شهرداری تهران هستند. دو نهاد ستاد مرکزی معاینه فنی خودروها و مؤسسه رایانه شهر نیز از نهادهای وابسته این معاونت هستند.

### راه‌آهن شهری تهران حومه (مترو)
شرکت راه‌آهن شهری تهران و حومه که از آن به عنوان «مترو» یاد می‌شود؛ مسئولیت ایجاد زیر ساخت‌های حمل و نقل ریلی، تجهیز ناوگان قطار شهری و تهیه واگن‌های قطار را به عهده دارد. هر یک از این وظایف بر عهده یکی از نهادهای زیر مجموعه این شرکت گذاشته شده‌است.
ساختار
از شرکت راه‌آهن شهری تهران و حومه به عنوان شرکت مادر یاد می‌شود؛ این شرکت زیر نظر هیئت مدیره و به ریاست مدیرعامل فعالیت می‌کند. شرکت‌های واگن سازی مترو، مجتمع‌های ایستگاهی مترو و بهره‌برداری مترو زیر مجموعه آن است که در ادامه به معرفی آن‌ها خواهیم پرداخت. از دیگر بخش‌های وابسته به این شرکت می‌توان اشاره کرد به «امور قراردادها»، «دفتر برنامه‌ریزی و مدیریت پروژه»، «مدیریت سرمایه‌گذاری و بازرسی» اشاره کرد. هر یک از خطوط مترو زیر نظر یک مجری فعالیت می‌کند و دو بخش «فنی و مهندسی» و «مالی و اداری» از معاونت‌های این نهاد هستند.
پیشینه
سابقه حمل و نقل ریلی دورن‌شهری در پایتخت ایران به سال‌های حکمرانی ناصرالدین شاه بازمی‌گردد. ناصرالدین‌شاه متأثر از سفر به اروپا در سال ۱۲۶۷ شمسی و رویت واگن‌های درون‌شهری بر آن شد، پدیده نوظهور حمل و نقل ریلی را وارد ایران کند که منجر به عقد قرار داد با شرکت بلژیکی و وارد کردن تعدادی ریل و واگن شد. این ریل از دوازه شهر ری تا باغشاه (میدان حر امروزی) کشیده شده بود. اما به‌طور مشخص نخستین مطالعات تأسیس «مترو تهران» به دوره پهلوی دوم و اواخر دهه چهل خورشیدی بازمی‌گردد. سال ۱۳۴۷ در اولین سند جامع شهری تهران مسئله حمل و نقل ریلی دیده شده بود. سال ۱۳۵۰ مطالعه وضعیت حمل و نقل درون‌شهری به شرکت فرانسوی سپرده شد. مطالعات انجام شده سه سال بعد مورخ ۱۳۵۳ به نتیجه رسید و پیشنهاد احداث هفت خط مترو به طول یکصد و چهل و هفت کیلومتر ارائه شد. اردیبهشت ماه سال ۱۳۵۴، لایحه تأسیس شرکت راه‌آهن شهری تهران و حومه از طرف دولت وقت به مجلس ارائه شد و مورد تصویب مجلس شورای ملی و مجلس سنا قرار گرفت. وقوع انقلاب ۱۳۵۷ و جنگ ایران و عراق عملاً پیگیری تأسیس مترو تهران را برای بیش از یک دهه به تعویق انداخت. علاوه بر مطالعات مقدماتی و تصویب ضرورت متروی تهران در دوره پهلوی دوم بخشی از فعالیت‌های اجرایی حداقلی هم انجام شد که در نهایت خروجی فعالیت‌های اجرایی در فاصله سال‌های ۱۳۵۶ تا ۱۳۶۰ با نظارت مهندسین مشاور فرانسوی به ایجاد حدود ۲۳۰۰ متر تونل و بخشی از سازه ۳ ایستگاه حدفاصل بزرگراه شهید حقانی و خیابان شهید بهشتی منجر شد. پس از وقفه یاد شده در نهایت سال ۱۳۶۵ کار احداث مترو تهران بر مبنای طرح تدوین شده در دوره پهلوی آغاز شد؛ دو خط مترو درون‌شهری یک خط مترو بین شهری به سمت کرج با طول نود کیلومتر بالغ بر ۵۳ ایستگاه در سال ۱۳۸۶ به بهره‌برداری و نتیجه رسید. مستند به گزارش‌هایی تأسیس خط متروی ۵ تهران با افتتاح مترو بین تهران - کرج در شانزدهم اسفندماه ۱۳۷۷ آغاز شد. متروی تهران و حومه تا سال ۱۴۰۱ بالغ بر ۱۴۳ ایستگاه فعال دارد. از ابتدای بهره‌برداری تا پایان سال ۱۴۰۰، ۱۰ میلیارد و ۱۸۷ میلیون و ۶۳۲ هزارو ۸۳۰ سفر با آن انجام شده‌است.
| سال                | اقدامات |
| ------------------ | --- |
| دهه پنجاه          | ۱۳۵۰- مطالعات تأسیس مترو تهران توسط شرکت‌های سوفرتو ۱۳۵۳- تدوین گزارش نهایی پیشنهاد تأسیس ۱۴۷ کیلومتر مترو ۱۳۵۴- تصویب قانون تأسیس شرکت راه‌آهن شهری تهران و حومه در مجلس‌های شورای ملی و سنا ۱۳۵۶- شروع عملیات اجرایی قطعه یک از خط ۱ مترو ۱۳۵۸- احداث ۲۳۰۰ تونل و بخشی از سازه ۳ ایستگاه |
| دهه شصت            | ۱۳۶۰- توقف کامل طرح به تصویب هیئت وزیران وقت ۱۳۶۳- تأکید هاشمی رفسنجانی رئیس وقت مجلس شورای اسلامی به از سرگیری فعالیت مترو در خطبه نماز جمعه ۱۳۶۴- ابلاغ مصوبه اجرای طرح مترو به وزارت کشور ۱۳۶۶- آغاز فعالیت مجدد احداث راه‌آهن شهری تهران و حومه برای احداث دو خط درون‌شهری شمالی – جنوبی و شرقی – غربی و خط برون‌شهری تا گلشهر کرج |
| دهه هفتاد          | ۱۳۷۴عقد قرارداد خرید تجهیزات ثابت و متحرک خطوط ۱، ۲ و ۵ ۱۳۷۷ بهره‌برداری از ایستگاه‌های تهران (صادقیه)، وردآورد و کرج در خط ۵ (۱۶ اسفند) ۱۳۷۸ افتتاح ایستگاه‌های طرشت، دانشگاه شریف، شادمان (نام قبلی آزادی)، نواب صفوی، میدان حر، حسن‌آباد و امام خمینی (توپخانه) در خط ۲ (۳ اسفند) ۱۳۷۹- افتتاح ایستگاه دانشگاه امام علی (نام پیشین مجلس) در خط ۲ (۱ اسفند) |
| نیمه اول دهه هشتاد | ۱۳۸۰- بهره‌برداری از ایستگاه‌های سعدی، پانزده خرداد، خیام، محمدیه (نام پیشین مولوی)، شوش، پایانه جنوب، شهید بخارایی (نام پیشین خزانه) و علی‌آباد، دروازه دولت در خط ۱ (۶ تا ۳۱ شهریور)، شهید حقانی، مصلی، شهید بهشتی، شهید مفتح، شهدای هفتم تیر و طالقانی در خط ۱ (۲۷ اسفند) ۱۳۸۱- بهره‌برداری از ایستگاه‌های جوانمرد قصاب، شهر ری و آرمگاه خمینی در خط ۱ (۱ آبان تا ۱ اسفند) ۱۳۸۲- افتتاح ایستگاه‌های ملت و بهارستان در خط ۲ (۲۶ اسفند) ۱۳۸۳- افتتاح ایستگاه‌های ایران خودرو، گلشهر در خط ۵ (۱ اسفند) و ایجاد سامانه فروش و کنترل خودکار بلیت در ایستگاه‌های خطوط (۱٬۲و۵) ۱۳۸۴- افتتاح ایستگاه‌های چیتگر در خط ۵ (۱ خرداد)، پالایشگاه (نام قبلی باقر شهر) در خط ۱ (۱ تیر)، سرسبز و دانشگاه علم و صنعت در خط ۲ (۱ اسفند) ۱۳۸۵- بهره‌برداری از ایستگاه دروازه شمیران، شهید مدنی، سبلان، فدک، جانبازان (نام پیشین گلبرگ) و امام حسین در خط ۲ (۱ تیر تا ۱ آذر)، اتمسفر در خط ۵ (۱ آبان) و تأسیس شرکت بهره‌برداری راه‌آهن شهری تهران و حومه (۱۸ مهر) |
| نیمه دوم دهه هشتاد | ۱۳۸۶- افتتاح ایستگاه‌های ارم سبز در خط ۵ (۱ شهریور)، شاهد - باقرشهر و شهید همت در خط ۱ (۱۸ آذر تا ۵ دی)، شهید باقری و تهرانپارس در خط ۲ (۲۶ فروردین)، فردوسی، دروازه دولت، دروازه شمیران در خط ۴ (۳۱ فروردین)، میدان شهدا در خط ۴ (۲۶ اسفند)، گرمدره در خط ۵ (۱۰ اسفند) ۱۳۸۸-افتتاح ایستگاه‌های قلهک، دکترشریعتی و میرداماد در خط ۱ (۲۸ اردیبهشت)، میدان انقلاب اسلامی خط ۴ (۹ خرداد)، قیطریه در خط ۱ (۲۰ آذر) راه اندازی سامانه اطلاع‌رسانی مسافران (PIS) ۱۳۸۹- افتتاح ایستگاه‌های فرهنگسرا در خط ۲ (۱ فروردین)، شهید صدر در خط ۱ (۱۸ تیر)، محمد شهر، ایستگاه ورزشگاه آزادی در خط ۵ (۱ مهر تا ۱ آبان)، شهید کلاهدوز، تئاتر شهر (نام قبلی ولیعصر)، نبرد، میدان آزادی و توحید در خط ۴ (۳ مهر تا ۱۸ بهمن) |
| نیمه اول دهه نود   | ۱۳۹۰- افتتاح ایستگاه‌های حبیب‌الله، ابن‌سینا، استاد معین، پیروزی در خط ۴ (۱۹ اردیبهشت تا ۱۸ دی)، کهریزک، تجریش، در خط ۱ (۲۹ تیر تا ۱۸ بهمن) ۱۳۹۱- افتتاح ایستگاه‌های نیرو هوایی، ارم سبز، اکباتان در خط ۴ (۲۷ خرداد ۱ مرداد)، شهید بهشتی و تئاتر شهر در خط ۳ (۲۷ آذر) ۱۳۹۲- افتتاح ایستگاه شادمان در خط ۴ (۱۱ خرداد) ۱۳۹۳- افتتاح ایستگاه‌های آزادگان، زمزم (نام پیشین قلعه مرغی)، جوادیه، راه‌آهن و منیریه، شریعتی، میدان جهاد (نام پیشین دکتر فاطمی) در خط ۳ ۱۳۹۴- افتتاح ایستگاه‌های میدان ولیعصر، عبدل‌آباد، قائم، زین‌الدین، نوبنیاد، نعمت‌آباد، میرزای شیرازی در خط ۳ (۲۸ اردیبهشت تا ۲۱ بهمن)، بهره‌برداری از ایستگاه تقاطعی بیمه، پایانه ۱ و ۲ فرودگاه مهرآباد، پایانه ۴و ۶ فرودگاه مهرآباد در خط ۴ (۲۵ اسفند) ۱۳۹۵- افتتاح ایستگاه‌های نمایشگاه شهر آفتاب (۱۴ اردیبهشت ۱۳۹۵)، خواجه عبدالله انصاری، سهروردی، شهید قدوسی، صیاد شیرازی، حسین‌آباد، هروی در خط ۳ (۱۴ اردیبهشت تا ۱۶ بهمن)                                                   |
| نیمه دوم دهه نود   | ۱۳۹۶- افتتاح ایستگاه‌های بریانک، کمیل، نواب صفوی، و میدان صنعت، دانشگاه تربیت مدرس، رودکی در خط ۷ (۲۰ خرداد تا ۳ مهر)، محلاتی در خط ۳ (۲۷ خرداد)، فرودگاه خمینی (۱۶ مرداد) ۱۳۹۷- بهره‌برداری از مهدیه در خط ۳ و ۷ (۲۳ تیر) هلال احمر (۲۵ اسفند) ۱۳۹۸- بازگشایی بخش جنوبی خط ۶ ایستگاه‌های دولت‌آباد، بعثت و ایستگاه تقاطعی میدان شهدا در خط ۶ و ۴ (۱۸ فروردین)، افتتاح ایستگاه‌های بسیج و میدان محمدیه در خط ۷ (۲۸ مرداد)، ایستگاه تقاطعی امام حسین در خط ۲ و ۶ (۶ مهر)، افتتاح ایستگاه مولوی در خط ۷ (۲ دی) و کیان‌شهر در خط ۶ (۲۸ بهمن) ۱۳۹۹- افتتاح ایستگاه‌های قاسم سلیمانی در خط هشتگرد (۳۱ اردیبهشت)، برج میلاد، میدان قیام، چهلتن دولاب، آهنگ در خط ۷ (۲۷ آذر تا ۲۶ اسفند)، امیرکبیر، یادگار امام، شهید ستاری، اشرفی اصفهانی، ایستگاه تقاطعی دانشگاه تربیت مدرس در خط ۶ (۲۷ آذر تا ۲۶ اسفند) |
| ۱۴۰۰ به بعد        | ۱۴۰۰- افتتاح ایستگاه‌های مرزداران، شهرک آزمایش، شهید رضایی در خط ۶ (۲۵ اردیبهشت تا ۱۹ مهر)، اقدسیه در خط ۳ (۲۵ اردیبهشت) مدافعان سلامت، ورودی دوم ایستگاه برج میلاد تهران در خط ۷، ایستگاه تقاطعی توحید، بوستان گفتگو (۲۷ خرداد تا ۲۸ اسفند) ۱۴۰۱- افتتاح ورودی جنوبی ایستگاه یادگار امام در خط ۶ (۷ اردیبهشت) |

#### شرکت بهره‌برداری مترو
با گسترش شمار خط‌ها و ایستگاه‌های مترو تهران ضرورت ایجاد نهادی برای مدیریت و بهره‌برداری و تعمیر و نگهداری مترو تهران احساس شد و سرانجام مهرماه ۱۳۸۵ شرکتی به این منظور به نام «بهره‌برداری راه‌آهن شهری تهران و حومه» تأسیس شد.
خدمات
همان‌طور که از نام این شرکت بر می‌آید؛ عمده خدمات آن «بهره‌برداری از مترو تهران» است. برای تحقق این مأموریت تجهیزاتی متعددی در «مدیریت برق»، «مدیریت مخابرات» و «مدیریت تأسیسات» در اختیار دارد. ارائه خدمات ایمنی برای تحقق سفری آرام و امن از دیگر خدمات این نهاد است.همچنین برای تحقق حداکثری حمل و نقل پاک و کاهش آلاینده‌های زیست‌محیطی امکان ورود به مترو با دوچرخه برای شهروندان فراهم شده‌است. از این طرح با عنوان «مترو دوچرخه» یاد می‌شود و جزئیات سازوکار ورود دوچرخه به قطارهای درون‌شهری نیز در پرتال این سازمان ارائه شده‌است.تدارک اتاق‌های «مادر و کودک» نیز از دیگر اقدام‌ها و خدمات این نهاد برای حمایت از مادران و نوزادان است. در این اتاق‌ها دراین اتاق‌ها امکانات مختلفی همچون امکان شستشو و نظافت کودکان، گرم کردن شیر و غذای کودکان، محل خواب و استراحت کودکان درنظرگرفته شده‌است. تا سال ۱۴۰۱ ایستگاه‌های پایانه جنوب، حرم امام خمینی، تجریش، میدان امام خمینی (توپخانه)، بهارستان، تهرانپارس، عبدل آباد، میدان ولی‌عصر، تئاترشهر، صادقیه، شهر آفتاب، فرودگاه امام به اتاق مادر و کودک مجهز شده‌است. همچنین به منظور افزایش آگاهی و فرصت بهینه از فراغت در سفرهای درون‌شهری امکان کتابخوانی برای مسافران فراهم شده‌است. همچنین ارایه مشخصات ایستگاه‌های مترو، برنامه‌ریزی حرکت قطارها، ارائه نقشه‌ها، تحقق فرصت‌های تجاری؛ اعم از تبلیغات در مترو، اجاره و بهره‌برداری از فضاها و اماکن تجاری ایستگاه‌ها، عرضه بلیط‌های سفر و نیز ارایه خدمات مربوط به اشیاء گمشده از دیگر خدمات این شرکت است.
ماموریت‌ها
مأموریت اصلی شرکت فراهم آوردن امکان سفر ایمن، ارایه خدمات رضایت بخش و درآمدزایی عنوان شده‌است. همچنین در تبیین اهداف کلان این نهاد موارد زیر عنوان شده‌است.
- ارائه خدمات خرسند ساز به ذی‌نفعان.
- تسهیل در ایجاد شبکه تأمین کنندگان ایرانی کالا و خدمات مورد نیاز صنعت ریلی درون‌شهری.
- افزایش سهم درآمدهای ثانویه شرکت.
- بهبود مستمر بهره‌وری کلیه سرمایه‌های سازمانی (انسانی، مالی، اطلاعاتی و دارایی‌های فیزیکی).
- بهبود مستمر فرآیندهای سازمانی.
- فرهنگ سازی برمبنای الگوی اسلامی ایرانی.

#### واگن‌سازی تهران
شرکت واگن‌سازی تهران یکی از شرکت‌های مرتبط با راه‌آهن شهری تهران و حومه است. این شرکت وظیفه تأمین و تجهیز و تعمیر واگن‌های مترو تهران را به عهده دارد. شرکت یاد شده در جهت کمک به حل معضل پیچیده و جدی ترافیک و در راستای توسعه و گسترش صنعت حمل و نقل ریلی به ویژه بخش درون‌شهری، با سرمایه‌گذاری مشترک شرکت‌های ایرانی و چینی و همکاری و مشارکت گروه بزرگی از کارشناسان و خبرگان صنعت حمل و نقل ریلی در آبان ماه سال ۱۳۸۲ تأسیس شد. عمده سهامداران شرکت عبارتند از «شرکت راه‌آهن شهری تهران و حومه (مترو)»، «گروه صنعتی پلور سبز»، «شرکت حمل و نقل ریلی چانگ چون» و «شرکت بین‌المللی نورینکو»
مأموریت
شرکت واگن‌سازی تهران به تولید قطارهای ریلی برقی خود کشش و تریلر می‌پردازد. همچنین این شرکت ارائه دهنده خدمات تعمیرات و اورهال ناوگان ریلی برقی، ارائه کننده خدمات فنی و مهندسی در خصوص پروژه‌های مربوط به صنعت نقلیه ریلی کشور است. این شرکت محصولات متعددی در زمینه حمل و نقل ریلی، درون‌شهری و بین‌شهری و برون‌شهری ارائه می‌کند.

#### مجتمع‌های ایستگاهی
شرکت توسعه مجتمع‌های ایستگاهی مترو تهران و حومه از شرکت‌های مرتبط با راه‌آهن شهری تهران و حومه است. هدف از تأسیس این شرکت؛ «تلفیق حمل و نقل ریلی» و «کاربری زمین» به منظور توسعه شرکت راه‌آهن شهری تهران و حومه (مترو) عنوان شده‌است. تأسیس این شرکت توسط شورای اسلامی شهر تهران بهمن‌ماه ۱۳۸۰ مصوب شد. شرکت یاد شده طی قریب بیست سال از ۱۳۸۰ تا ۱۴۰۰ فراز و فرودهایی را از سر گذرانده است.
ماموریت
مجتمع‌های ایستگاهی به عنوان مراکز جدید فضاهای فعالیت مدرن و پهنه‌های مستعد و رو به توسعه شهری محدوده‌هایی از پهنه‌های کار و فعالیت شهر است که در محل پایانه یک یا چند خط اصلی مترو شکل می‌گیرند. این مجتمع‌ها که محل عرضه انواع خدمات اعم از تجاری، اداری، فرهنگی، تفریحی و… در مقیاس‌های مختلف عملکردی به مسافرین می‌باشند، برحسب مکان استقرار، سطح عملکرد و تعداد خطوط ایستگاه، به صورت یک لایه جداگانه، در نقشه‌های طرح تفصیلی مشخص می‌شود.
مستند به مصوبات صورت گرفته این شرکت به احداث فضاهای خدماتی، اداری، تجاری، فرهنگی، آموزشی در اطراف ایستگاه‌های مترو با هدف ساماندهی بافت‌های شهری و ارتقاء کارایی سیستم حمل و نقل عمومی مکلف شده‌است. . از دیگر ماموریت‌های این نهاد می‌توان به موارد زیر اشاره کرد.
- فعالیت در زمینه بهسازی و ارتقاء فضای ایستگاه‌های در حال بهره‌برداری
- فعالیت جهت ساماندهی بافت‌های فرسوده همجوار ایستگاه‌های مترو
- فعالیت جهت ارتقاء کارایی سیستم حمل و نقل عمومی
- نظارت و مدیریت کلی بر ساخت بهره‌برداری و تحقیق پروژه‌های مجتمع‌های ایستگاهی
- زمینه‌سازی اجرای پروژه‌های مجتمع‌های ایستگاهی
- مشارکت با مالکین حقیقی و حقوقی املاک واقع در طرح ایستگاه
- پشتیبانی و اختصاص منابع مجتمع‌های ایستگاهی به پروژه‌های ساخت و توسعه مترو

### اتوبوسرانی تهران و حومه
بیش از شصت سال از عمر شرکت واحد اتوبوسرانی تهران و حومه می‌گذرد. ۲۵ فروردین ۱۳۳۵ به موجب قانون تأسیس شرکت اتوبوسرانی عمومی (۱۶ بهمن ۱۳۳۱، مجلس شورای ملی) تأسیس شد. شرکت واحد در ۲۴ آذر ۱۳۳۲ با ۱۸ خط و با ریاست شهربانی آغاز به کار کرد.
پیشینه
فعالیت نخستین اتوبوس‌های در به آغازه سده چهاردهم خورشیدی (سال ۱۳۰۳) بازمی‌گردد. در آن سال دانمارکی‌ها چند خط اتوبوسرانی در تهران و شمیران دایر کردند و با اتوبوس‌های بنزینی بزرگ اقدام به جا به جایی مسافران کردند اما طولی نکشید که این شرکت دانمارکی به دلیل کمبود درآمد فعالیت‌های خود در این حوزه را متوقف کرد. سال ۱۳۰۵ رضاخان با وارد کردن چند اتوبوس از شوروی و ایجاد ۸ خط اتوبوسرانی دوباره جابه جایی مسافران با اتوبوس را از سر گرفت. تطور اتوبوسرانی و حمل و نقل عمومی در تهران گسترده‌است؛ اجمالاً توضیح این نکته ضروری است که تحولات دهه سی خورشیدی و نارضایتی عمومی دست به دست هم داد تا مجلس شورای ملی دولت را مکلف به ایجاد شرکت واحد اتوبوسرانی عمومی در شهرها بکند.
نهایتاً در ۱۱ بهمن ماه ۱۳۳۴ آیین‌نامه اجرایی این قانون در ده ماده به تصویب هیئت وزیران وقت رسید مطابق این قانون امتیاز اتوبوسرانی و نقل و انتقال دسته جمعی مسافرین در شهرها کلاً به شهرداری‌ها واگذار شد. شرکت‌های اتوبوسرانی عمومی که به شکل شرکت سهامی ایجاد شده بودند، به جهت جلوگیری از ضرر و زیان شرکت‌های خصوصی و موارد دیگر موظف بودند که ۵۱ درصد از سهام این شرکت‌ها متعلق به شهرداری‌ها باشد و مابقی به سایر افراد، با اولویت دادن به اتوبوس داران بخش خصوصیدر ۲۸ شهریور ۱۳۴۰ تعداد اتوبوس‌ها ۱۵۰۰ عدد بود. در همان تاریخ ،۳۰۰ دستگاه اتوبوس از کشور انگلستان خریداری و مقرر گردید مونتاژ اتوبوس‌های مذکور در تهران توسط کارگران شرکت واحد صورت پذیرد. دستگاه اتوبوس گاز سوز از طریق انعقاد قرارداد با کارخانجات ایران ناسیونال از کارخانجات دایم برند آلمان را تصویب نمود. در ۷ خرداد ۱۳۵۷ تعداد اتوبوس‌های شرکت واحد به ۲۱۵۰ دستگاه رسید.
طبق اسناد موجود تا تاریخ خرداد ۱۳۸۷ تعداد اتوبوس‌های واحد اتوبوس رانی ۵۹۴۶ عدد و ۸۳۴۳ راننده می‌باشد. در بخش عمومی تعداد ۱۳۱ دستگاه اتوبوس و ۱۹۵۳ دستگاه مینی بوس تحت نظارت این نهاد مشغول به فعالیت و جابه جایی مسافران هستند.
خدمات و ساختار
همان‌طور که از عنوان این شرکت بر می‌آید عمده خدمات آن ارائه خدمات حمل و نقل درون‌شهری، ایمین و سریع و ارزان به شهروندان است. این شرکت برای تحقق حداکثری خدمات همچنین امکان اطلاع دقیق از زمان حرکت اتوبوس‌ها به تفکیک خطوط اتوبوس و دسترسی به نقشه و مسیر یاب و نظایر این را از طریق پرتال سازمانی و امکان‌های فناوری فراهم آورده‌است.مستند به اساسنامه شرکت شهرداری امکان فروش تا چهل و نه درصد از سهام شرکت به بخش خصوصی را دارد. ساختار شرکت بر اساس مجمع عمومی و انتخاب هیت مدیره و مدیرا عامل توسط مجمع عمومی شکل گرفته‌است.

### کنترل کیفیت هوا
شرکت کنترل کیفیت هوا و صدای تهران مسئولیت پایش و رصد وضعیت آلاینده‌های هوا و محیط را به عهده دارد.
پیشینه
شرکت کنترل کیفیت هوا در سال ۱۳۷۲ تأسیس شد. همچنین سیستم پیش‌بینی آلودگی هوای تهران در این شرکت در سال ۱۳۹۱ آغاز به کار کرد. هدف از تأسیس این شرکت برنامه‌ریزی، پژوهش و تحقیق در زمینه کاهش و کنترل آلودگی‌های زیست‌محیطی هوا و صدا در محیط‌های شهری و صنعتی بوده‌است.
ساختار و ماموریت‌ها
شرکت یاد شده دارای دو معاونت و شش مدیریت وظیفه و هفده مدیر پروژه است. بخش‌های «فنی و پژوهشی»، «آموزش، ارتباطات و امور بین‌الملل» و «مالی - اداری» هر یک وظایفی را به عهده دارد. واحد فنی و پژوهشی عمدتاً فعالیت‌های تخصصی و کارشناسی در زمینه آلودگی هوا و صدا را به عهده دارد؛ از پنج زیر مجموعه پایش و پیش‌بینی آلودگی هوا، صوت، خودرو، عملیات صنعت تشکیل شده‌است. همچنین واحد آموزش، ارتباطات و امور بین‌الملل نیز علاوه بر اطلاع‌رسانی وضعیت آلودگی هوا با استفاده از ابزارهای رسانه‌ای وظیفه آگاه‌سازی عموم از فعالیت‌های انجام شده توسط شرکت و نیز برنامه‌ریزی و اجرای طرح‌های آموزشی در زمینه آلودگی هوا و صدا در دوره‌های کوتاه، میان و بلند مدت را عهده‌دار است؛ سه بخش روابط‌عمومی، آموزش و روابط بین‌الملل این ماموریت‌ها را به انجام می‌رسانند. آزمایشگاه تخصصی سنجش آلاینده‌های هوا و صدا نیز از دیگر بخش‌های شرکت می‌باشد که از سوی سازمان حفاظت محیط زیست به عنوان آزمایشگاه معتمد، تعیین شده‌است.
امکانات و خدمات
شرکت در زمینه کنترل کیفیت هوا علاوه بر فعالیت‌هایی در حوزه پژوهشی، تخصصی با بهره‌گیری از ۲۱ ایستگاه سنجش آلودگی هوا در مناطق مختلف شهر تهران ۴ آلاینده گازی (CO-O3-SO2-NOx) و دو نوع ذرات معلق (PM2.5- PM10) در هوا را اندازه‌گیری می‌کند و اطلاعات و خروجی‌های نهایی را از طریق گوشی‌های هوشمند، تابلوهای نمایشگر و شبکه‌های اجتماعی و سایر راه‌های ارتباطی به اطلاع عموم مردم می‌رساند. این شرکت علاوه بر کنترل کیفیت هوا در زمینه کنترل و کاهش آلودگی صوتی نیز فعالیت دارد و از طریق ۳۹ ایستگاه سنجش صوت این مأموریت انحام می‌شود. دیگر خدمات به شرح زیر است.
- سنجش، کنترل و مدل‌سازی آلودگی هوا و صوت در محیط‌های شهری و واحدهای صنعتی
- بسترسازی اطلاعاتی به منظور تصمیم‌گیری مدیریتی
- آزمایشگاه معتمد سازمان حفاظت محیط زیست در خصوص نمونه‌برداری از آلاینده‌های هوا و آلودگی صدا
- مشاوره، نصب، راه‌اندازی و راهبری ایستگاه‌های سنجش آلودگی هوا و صدا
- انجام پروژه‌های تحقیقاتی در زمینه کنترل و رفع آلودگی ناشی از خودروها
- ارتقا سطح آگاهی‌های عمومی از طریق آموزش و اطلاع‌رسانی
- ارایه اطلاعات فنی و تخصصی به شهرداری تهران و ارگان‌های وابسته
- همکاری با دانشگاه‌ها و موسسات تحقیقاتی در زمینه پروژه‌های کاهش آلودگی هوا و صدا

### معاینه فنی خودروها
ستاد مرکزی معاینه فنی خودروهای تهران مسئولیت بررسی و آزمون وسیله نقلیه برای اطمینان از ایمنی و عدم آلایندگی آن‌ها را بر عهده دارد و مجموعه این اقدام‌ها مطابق با ضوابط ایمنی و آلایندگی وضعیت خودروها با اجرای آزمون‌ها و بررسی‌ها نه‌گانه انجام می‌شود.
پیشینه و ماموریت‌ها
در سال ۱۳۵۳ الزام انجام معاینه فنی در قوانین راهنمائی و رانندگی به تصویب رسید.از سال ۱۳۶۹ ستاد مرکزی معاینه فنی خودروهای تهران تحت نظر معاونت حمل و نقل و ترافیک شهرداری تهران آغاز به کار کرد و در سال ۱۳۷۲ پس از تأسیس شرکت کنترل کیفیت هوا و تصویب لایحه جهت جلوگیری از آلودگی هوا شرکت معاینه فنی خودرو تأسیس شد و از سال ۷۵ تا ۷۷ این ستاد اقدام به گازسوز کردن خودروهای عمومی و تعدادی خودرهای شخصی کرد. مرکز معاینه فنی بیهقی اولین مرکزی بود که در سال ۱۳۷۹ به بهره‌برداری رسید. و در سال ۱۳۸۱ مرکز آبشناسان آخرین مرکز معاینه فنی در دست احداث بود که در اسفند همان سال به بهره‌برداری رسید. سال ۱۳۸۴ طی انعقاد توافق‌نامه‌ای با بنیاد تعاون ناجا مرکز معاینه فنی خودروهای سنگین خلیج فارس شروع به فعالیت کرد. از سال ۱۳۵۳ و آغاز به کار ستاد معاینه فنی خودروها جهت کنترل کیفیت هوا و ترافیک فعالیت می‌کند. برخی از کارهای زیرساختی در زمینه معاینه فنی خودرو طی دو دهه گذشته می‌توان اشاره کرد به «نوسازی تجهیزات ۲۶ خط مکانیزه فنی فعال از دهه هشتاد»، «واگذاری راهبری مراکز مکانیزه معاینه فنی به بخش خصوصی»، «تجهیز مراکز معاینه فنی خودرو به دوربینهای پلاک‌خوان»، «اجرای طرح کاهش آلودگی هوا (LEZ)»، «افزایش ظرفیت کاری مراکز معاینه فنی»، «راه‌اندازی سه واحد سیار تک خطه معاینه فنی خودروهای سبک» و…

### شرکت کنترل ترافیک تهران
شرکت کنترل ترافیک تهرانٰ مسئولیت ترافیکی معاونت حمل و نقل و ترافیک شهرداری تهران را به عهده دارد.
پیشینه
آغاز به کار این شرکت در قالب پروژه به سال ۱۳۶۹ بازمی‌گردد. پس از آن در سال ۱۳۷۱ به صورت سهامی خاص که تمامی سهام آن متعلق به شهرداری تهران است فعالیت و ماموریت‌هایش را دنبال می‌کند.
ساختار و ماموریت‌ها
شرکت کنترل ترافیک تهران از چهار معاونت «فنی»، «اجرایی»، «هماهنگی و برنامه‌ریزی»، «مالی و اداری» تشکیل شده‌است. همچنین «مرکز کنترل ترافیک تهران» از نهادهای زیر مجموعه این شرکت است. این شرکت علاوه بر کنترل و رصد و بررسی وضعیت ترافیکی کلان‌شهر تهران به عنوان بازوی اجرایی شهرداری تهران در توسعه شبکه فیبر نوری عمل می‌کند. مستند به گزارش سال ۱۳۸۶ طول شبکه فیبرنوری سطح شهر تهران در حدود ۲۲۰ کیلومتر بوده‌است؛ پیش‌بینی می‌شد تا پایان سال ۱۳۸۶ طول فیبر نوری به ۳۵۰ کیلومتر برسد. به واقع شبکه فیبر نوری یاد شده به عنوان بستر ارتباطی است که علاوه بر قابلیت استفاده برای برقراری ارتباط پرسرعت میان ساختمان‌ها و نهادهای مختلف شهرداری، بستر ارتباطی قوی و پرسرعت برای سیستم‌های هوشمند حمل و نقل (ITS) و نیز سیستم‌های نظارت تصویری معابر سطح شهر تهران است.
اهداف و خدمات
شرکت کنترل ترافیک شهر تهران اهدافی به شرح زیر را دنبال می‌کند.
- به حداکثر رساندن ظرفیت قابل دسترس شبکه معابر
- به حداقل رساندن تأثیر وقایع و مدیریت بحران‌های ترافیک
- هماهنگی‌های بین سازمانی و استفاده از امکانات و تجهیزات برای مدیریت سوانح
- ارائه راهکارهای تنظیم تقاضای سفر
- تسهیل خدمات فوریت‌های شهری
- اطلاع‌رسانی و مدیریت لحظه‌ای ترافیک
- مشارکت در سیاست‌گذاری سیستم مدیریت ترافیک

همچنین از «هماهنگی یکپارچه مدیریت ترافیک»، «به کارگیری سامانه حمل و نقل هوشمند»، «استفاده از تکنولوژی‌های روز مخابرات و الکترونیک» به عنوان دیگر اهداف مهم این شرکت یاد شده‌است. تحقق «روان‌سازی جریان ترافیک»، «افزایش ایمنی»، «کمک به محیط زیست و کاهش آلودگی هوا» از تبعات اقدام‌ها و فعالیت‌های این شرکت می‌تواند باشد. همچنین دستیابی مردم و رانندگان به اطلاعات ترافیکی جهت انتخاب مسیر، استفاده بهینه از معابر شهری، کاهش مصرف سوخت، کاهش انتشار آلاینده‌های ناشی از ترافیک از دیگر نتایج فعالیت‌های این نهاد عنوان شده‌است.
برخی از فعالیت‌های این شرکت به شرح زیر است.
- بهره‌گیری از پارکومترهای هوشمند
- سالن نظارت تلویزیون (دوربین‌های راهنمایی و رانندگی بر ترافیک بزرگراه‌ها و شریان‌های اصلی، نظارتی همه‌جانبه دارند و مسئولان با مشاهده مشکلات و نارسایی معابر به بهبود ترافیک و رفع مشکلات شهری کمک می‌کنند)
- نصب و راه‌اندازی تابلوهای متغیر خبری که به صورت لحظه‌ای سرعت مجاز را اعلام می‌کند
- طراحی و پیاده‌سازی سامانه‌های هوشمند خط اتوبوسرانی سریع (BRT) ویژه مسافران در داخل اتوبوس و داخل ایستگاه با استفاده از GPS،
- تجهیز تقاط‌های مسیر BRT به چراغ‌های هوشمند برای تخصیص اولویت حرکت به ناوگان حمل ونقل عمومی،
- استقرار دوربین‌های نظارت تصویری در طول خط و اتصال آن‌ها به مرکز مدیریت و کنترل محلی خط BRT با استفاده از شبکه فیبرنوری
- استقرار سامانه نرم‌افزاری ثبت وقایع و ارائه راهکارهای مؤثر در زمینه سیستم پرداخت الکترونیک و است.

### مرکز کنترل ترافیک
مرکز کنترل ترافیکی قلب فعالیت‌های شرکت کنترل ترافیک تهران است؛ مرکز کنترل ترافیک تهران برای ارتقاء احاطه مدیریت شهری بر کلیه رویدادها و وقایع اثرگذار شهر، از فن‌آوری‌های نوین نظارت از راه دور استفاده می‌کند. سعی شده‌است با استقرار ساختاری یکپارچه به عنوان مرکز فرماندهی شهر، امکان اعمال تدابیر مدیریتی در خصوص رویدادها و حوادث مختلف شهر فراهم شود. ساختمان تجهیز شده این مرکز در سال ۱۳۷۱ افتتاح و تاکنون دوبار به‌طور اساسی تجهیز و آماده‌سازی برای مدیریت یکپارچه ترافیک تهران شده‌است. برای هماهنگی کامل در مرکز ترافیک تهران، نمایندگانی از پلیس راهور، آتش‌نشانی، اورژانس، آبفا، شرکت واحد اتوبوس‌رانی، مترو، تاکسیرانی در مرکز حضور مستمر دارند.
در ادامه فهرستی از فعالیت‌های مرکز کنترل ارائه می‌شود.
- سیستم مدیریت نظارت تصویری
- کنترل هوشمند مرکزی چراغ‌های راهنمایی SCATS
- سیستم مدیریت تابلوهای متغیر خبری
- سیستم ثبت وقایع تأثیرگذار بر ترافیک
- کنترل و نظارت برعملکرد خطوط اتوبوسرانی تندرو
- نظارت بر عملکرد تونل‌های هوشمند رسالت، توحید، نیایش و پل صدر، امیرکبیر و شهدای غزه
- بهره‌برداری و تحلیل اطلاعات سیستم‌های کنترل مکانیزه ثبت تردد و تخلف محدوده طرح ترافیک، محدوده کنترل آلودگی هوا، ثبت تخلف عبور از چراغ قرمز، عبور از خط اضطرار، ثبت تخلف سرعت، تخلف خودرو سنگین، تخلف عبور از خط ویژه اتوبوس و …
- نظارت بر عملکرد سیستم حمل و نقل عمومی
- اطلاع‌رسانی از طریق صدا و سیما

مرکز کنترل ترافیک برای تحقق ماموریت‌های ترافیکی در ش پایتخت ایران از تکنولوژی‌های متعدد مخابرات و الکترونیک، کنترل پیشرفته ترافیک در جهت مدیریت به هنگام ترافیک عمده فعالیتی است که در شرکت کنترل ترافیک تهران انجام می‌شود، چراغ‌های راهنمایی و رانندگی، کنترل هوشمند تقاطع و سیستم نظارت بر ترافیک معابر استفاده می‌کند. در ادامه به برخی از سامانه‌های هوشمند کنترل ترافیک مورد استفاده در مجموعه شهرداری تهران اشاره می‌شود.
- سامانه سرپرستی و گردآوری داده (SCADA)
- سامانه پایش و نظارت تصویری
- سامانه اعلام و اطفاء حریق
- سامانه تشخیص آلودگی
- سامانه هواشناسی
- سامانه تشخیص خودکار حوادث
- سامانه روشنایی هوشمند
- سامانه تهویه هوشمند
- سامانه تشخیص ارتفاع غیرمجاز
- سامانه تردد شمار
- سامانه اطلاع‌رسانی صوتی
- سامانه بازپخش و اطلاع‌رسانی رادیویی
- تابلوهای پیام متغیر خبری
- سامانه کنترل توزیع برق
- سامانه تلفن اضطراری
- سامانه ثبت تخلف عبور خودروهای سنگین
- سامانه ثبت تخلف سرعت غیرمجاز
- سامانه ثبت تخلف عبور از خط اضطرار